# Volleyball under sommer-OL 2012
Volleyball under Sommer-OL 2012 blev afholdt i Earl's Court Exhibition Center i London fra 28. juli  til 12. august. Der deltog tolv herrehold og tolv kvindehold. Herrernes turnering blev vundet af Rusland, mens kvindernes turnering blev vundet af Brasilien.

## Medaljevinderne
| Øvelse:             | Guld: | Sølv: | Bronze: |
| Volleyball mænd     | Rusland (RUS) · Nikolay Apalikov · Taras Khtey · Sergey Grankin · Sergey Tetyukhin · Aleksandr Sokolov · Yury Berezhko · Aleksandr Butko · Dmitriy Muserskiy · Dmitriy Ilinikh · Maxim Mikhaylov · Aleksandr Volkov · Alexey Obmochaev   | Brasilien (BRA) · Bruno Rezende · Wallace de Souza · Sidão · Leandro Vissotto · Giba · Murilo Endres · Sérgio Santos · Thiago Soares Alves · Rodrigão · Lucão · Ricardo Garcia · Dante Amaral                                   | Italien (ITA) · Cristian Savani · Luigi Mastrangelo · Simone Parodi · Samuele Papi · Michal Lasko · Ivan Zaytsev · Dante Boninfante · Dragan Travica · Alessandro Fei · Emanuele Birarelli · Andrea Bari · Andrea Giovi |
| Volleyball kvinner  | Brasilien (BRA) · Fabiana Claudino · Dani Lins · Paula Pequeno · Adenízia da Silva · Thaísa Menezes · Jaqueline Carvalho · Fernanda Ferreira · Tandara Caixeta · Natália Pereira · Sheilla Castro · Fabiana de Oliveira · Fernanda Garay | USA (USA) · Danielle Scott-Arruda · Tayyiba Haneef-Park · Lindsey Berg · Tamari Miyashiro · Nicole Davis · Jordan Larson · Megan Hodge · Christa Harmotto · Logan Tom · Foluke Akinradewo · Courtney Thompson · Destinee Hooker | Japan (JPN) · Hitomi Nakamichi · Yoshie Takeshita · Mai Yamaguchi · Erika Araki · Kaori Inoue · Maiko Kano · Yuko Sano · Ai Yamamoto · Risa Shinnabe · Saori Sakoda · Yukiko Ebata · Saori Kimura                       |
| Beachvolley mænd    | Julius Brink · Jonas Reckermann · Tyskland (GER) | Alison Cerutti · Emanuel Rego · Brasilien (BRA) | Mārtiņš Pļaviņš · Jānis Šmēdiņš · Letland (LAT) |
| Beachvolley kvinder | Misty May-Treanor · Kerri Walsh Jennings · USA (USA) | Jennifer Kessy · April Ross · USA (USA) | Juliana Felisberta · Larissa França · Brasilien (BRA) |

## Mænd

### Gruppe A
| Gruppe A | Gruppe A       | Gruppe A   | Gruppe A |
| Dato     | Hold 1         | Hold 2     | Resultat |
| -------- | -------------- | ---------- | -------- |
| 29.7     | Storbritannien | Bulgarien  | 0-3      |
| 29.7     | Australien     | Argentina  | 0-3      |
| 29.7     | Italien        | Polen      | 1-3      |
| 31.7     | Polen          | Bulgarien  | 1-3      |
| 31.7     | Italien        | Argentina  | 3-1      |
| 31.7     | Storbritannien | Australien | 0-3      |
| 2.8      | Australien     | Bulgarien  | 0-3      |
| 2.8      | Polen          | Argentina  | 3-0      |
| 2.8      | Storbritannien | Italien    | 0-3      |
| 4.8      | Storbritannien | Polen      | 0-3      |
| 4.8      | Australien     | Italien    | 2-3      |
| 4.8      | Argentina      | Bulgarien  | 3-1      |
| 6.8      | Australien     | Polen      | 3-1      |
| 6.8      | Italien        | Bulgarien  | 0-3      |
| 6.8      | Storbritannien | Argentina  | 0-3      |
| Kilde    |                |            |          |

| Gruppe A       | Gruppe A | Gruppe A | Gruppe A | Gruppe A |
| Hold           | Kampe    | Sæt      | Point    |          |
| -------------- | -------- | -------- | -------- | -------- |
| Bulgarien      | 5        | 13-4     | 12       |          |
| Polen          | 5        | 11-7     | 9        |          |
| Argentina      | 5        | 10-7     | 9        |          |
| Italien        | 5        | 10-9     | 8        |          |
| Australien     | 5        | 8-10     | 7        |          |
| Storbritannien | 5        | 0-15     | 0        |          |
| Kilde          |          |          |          |          |

### Gruppe B
| Gruppe B | Gruppe B  | Gruppe B | Gruppe B |
| Dato     | Hold 1    | Hold 2   | Resultat |
| -------- | --------- | -------- | -------- |
| 29.7     | Rusland   | Tyskland | 3-0      |
| 29.7     | USA       | Serbien  | 3-0      |
| 29.7     | Brasilien | Tunesien | 3-0      |
| 31.7     | Serbien   | Tunesien | 3-1      |
| 31.7     | USA       | Tyskland | 3-0      |
| 31.7     | Brasilien | Rusland  | 3-0      |
| 2.8      | Serbien   | Tyskland | 2-3      |
| 2.8      | Rusland   | Tunesien | 3-0      |
| 2.8      | Brasilien | USA      | 1-3      |
| 4.7      | Tyskland  | Tunesien | 3-0      |
| 4.7      | Rusland   | USA      | 3-2      |
| 4.7      | Brasilien | Serbien  | 3-2      |
| 6.8      | Rusland   | Serbien  | 3-0      |
| 6.8      | USA       | Tunesien | 3-0      |
| 6.8      | Brasilien | Tyskland | 3-0      |
| Kilde    |           |          |          |

| Gruppe B  | Gruppe B | Gruppe B | Gruppe B |
| Hold      | Kampe    | Sæt      | Point    |
| --------- | -------- | -------- | -------- |
| USA       | 5        | 14-4     | 13       |
| Brasilien | 5        | 13-5     | 11       |
| Rusland   | 5        | 12-5     | 11       |
| Tyskland  | 5        | 6-11     | 5        |
| Serbien   | 5        | 7-13     | 5        |
| Tunesien  | 5        | 1-5      | 5        |
| Kilde     |          |          |          |

### Slutspil
| Kvartfinaler         | Kvartfinaler | Kvartfinaler | Kvartfinaler |
| Dato                 | Hold 1       | Hold 2       | Resultat     |
| -------------------- | ------------ | ------------ | ------------ |
| 8.8                  | Argentina    | Brasilien    | 0-3          |
| 8.8                  | USA          | Italien      | 0-3          |
| 8.8                  | Polen        | Rusland      | 0-3          |
| 8.8                  | Bulgarien    | Tyskland     | 3-0          |
| Semifinaler          |              |              |              |
| 10.8                 | Bulgarien    | Rusland      | 1-3          |
| 10.8                 | Brasilien    | Italien      | 3-0          |
| Bronzekamp og finale |              |              |              |
| 12.8                 | Bulgarien    | Italien      | 1-3          |
| 12.8                 | Rusland      | Brasilien    | 3-2          |
| Kilde                |              |              |              |

## Kvinder

### Gruppe A
| Gruppe A | Gruppe A              | Gruppe A              | Gruppe A |
| Dato     | Hold 1                | Hold 2                | Resultat |
| -------- | --------------------- | --------------------- | -------- |
| 28.7     | Algeriet              | Japan                 | 0-3      |
| 28.7     | Storbritannien        | Rusland               | 0-3      |
| 28.7     | Italien               | Dominikanske Republik | 3-1      |
| 30.7     | Dominikanske Republik | Rusland               | 1-3      |
| 30.7     | Italien               | Japan                 | 3-1      |
| 30.7     | Storbritannien        | Algeriet              | 3-2      |
| 1.8      | Dominikanske Republik | Japan                 | 0-3      |
| 1.8      | Algeriet              | Rusland               | 0-3      |
| 1.8      | Storbritannien        | Italien               | 0-3      |
| 3.8      | Japan                 | Rusland               | 1-3      |
| 3.8      | Storbritannien        | Dominikanske Republik | 0-3      |
| 3.8      | Algeriet              | Italien               | 0-3      |
| 5.8      | Algeriet              | Dominikanske Republik | 0-3      |
| 5.8      | Storbritannien        | Japan                 | 0-3      |
| 5.8      | Italien               | Rusland               | 2-3      |
| Kilde    |                       |                       |          |

| Gruppe A              | Gruppe A | Gruppe A | Gruppe A |
| Hold                  | Kampe    | Sæt      | Point    |
| --------------------- | -------- | -------- | -------- |
| Rusland               | 5        | 15-4     | 14       |
| Italien               | 5        | 14-5     | 13       |
| Japan                 | 5        | 11-6     | 9        |
| Dominikanske Republik | 5        | 8-9      | 6        |
| Storbritannien        | 5        | 3-14     | 2        |
| Algeriet              | 5        | 2-15     | 1        |
| Kilde                 |          |          |          |

### Gruppe B
| Gruppe B | Gruppe B  | Gruppe B  | Gruppe B |
| Dato     | Hold 1    | Hold 2    | Resultat |
| -------- | --------- | --------- | -------- |
| 28.7     | Kina      | Serbien   | 3-1      |
| 28.7     | USA       | Sydkorea  | 3-1      |
| 28.7     | Brasilien | Tyrkiet   | 3-2      |
| 30.7     | Kina      | Tyrkiet   | 3-1      |
| 30.7     | Serbien   | Sydkorea  | 1-3      |
| 30.7     | USA       | Brasilien | 3-1      |
| 1.8      | Serbien   | Tyrkiet   | 0-3      |
| 1.8      | USA       | Kina      | 3-0      |
| 1.8      | Brasilien | Sydkorea  | 0-3      |
| 3.8      | Brasilien | Kina      | 3-2      |
| 3.8      | Tyrkiet   | Sydkorea  | 3-2      |
| 3.8      | USA       | Serbien   | 3-0      |
| 5.8      | Kina      | Sydkorea  | 3-2      |
| 5.8      | USA       | Tyrkiet   | 3-0      |
| 5.8      | Brasilien | Serbien   | 3-0      |
| Kilde    |           |           |          |

| Gruppe B  | Gruppe B | Gruppe B | Gruppe B |
| Hold      | Kampe    | Sæt      | Point    |
| --------- | -------- | -------- | -------- |
| USA       | 5        | 15-2     | 15       |
| Kina      | 5        | 11-10    | 9        |
| Sydkorea  | 5        | 11-10    | 8        |
| Brasilien | 5        | 10-10    | 7        |
| Tyrkiet   | 5        | 9-11     | 6        |
| Serbien   | 5        | 2-15     | 0        |
| Kilde     |          |          |          |

### Slutspil
| Kvartfinaler         | Kvartfinaler | Kvartfinaler          | Kvartfinaler |
| Dato                 | Hold 1       | Hold 2                | Resultat     |
| -------------------- | ------------ | --------------------- | ------------ |
| 7.8                  | Japan        | Kina                  | 3-2          |
| 7.8                  | Rusland      | Brasilien             | 2-3          |
| 7.8                  | USA          | Dominikanske Republik | 3-0          |
| 7.8                  | Italien      | Sydkorea              | 1-3          |
| Semifinaler          |              |                       |              |
| 9.7                  | Sydkorea     | USA                   | 0-3          |
| 9.7                  | Brasilien    | Japan                 | 3-0          |
| Bronzekamp og finale |              |                       |              |
| 11.8                 | Japan        | Sydkorea              | 3-0          |
| 11.8                 | Brasilien    | USA                   | 3-1          |
| Kilde                |              |                       |              |